# Jonathan Suárez
Jonathan Fernando Suárez Freitez (nascido em 8 de dezembro de 1982) é um ciclista de BMX profissional venezuelano que foi um dos atletas a representar o seu país nos Jogos Olímpicos de 2008, em Pequim. É medalhista de prata nos Jogos Pan-Americanos de 2007, no Rio de Janeiro.